# Comitatus de l'armée romaine tardive

## Origines et sens du terme au Haut-empire
Le terme comitatus désigne initialement en latin un cortège, une escorte ou la suite d'un personnage. Avec le principat, le terme a désigné plus spécifiquement l'entourage de l'empereur lors de ses déplacements, sens bien attesté dès le Ier siècle. Le terme n'a pas alors de connotation spécialement militaire et désigne aussi bien le personnel civil que le personnel militaire. Par extension on peut trouver le terme pour désigner l'une des étapes où s'arrête l'empereur lors de son voyage. Les hauts dignitaires accompagnant l'empereur sont qualifiés de comes, terme dont est dérivé comitatus. Ces comites sont en général de prestigieux sénateurs. Lorsque les déplacements impériaux se sont intensifiés, en liaison avec des menaces militaires grandissantes, le terme a pu aussi désigner l'armée organisée en vue d'une expédition militaire placée sous le commandement direct de l'empereur et associée à sa cour. Au IIIe siècle, au moins à partir de Caracalla, le comitatus de l'empereur est qualifié de sacré.

## Constitution du (Sacer) Comitatus
Sa constitution plonge ses origines au début du principat avec la présence auprès de l'empereur des cohortes prétoriennes. À la fois garde et réserve militaire immédiatement disponible pour l'empereur auxquelles s'ajoutent les gardes germains puis les Equites Singulares Augusti, qui les remplaceront, et quelquefois, les cohortes urbaines.
Cette troupe s'agrandira numériquement avec le temps : les 9 cohortes prétoriennes de 500 hommes devenant 10 de 1 500 hommes et les Equites Singulares passant d'un numerus de 500 hommes à 2 numeri. Elle sera également rejointe par la Legio II Parthica, une des trois légions levées par Septime Sévère pour participer à sa campagne contre la Perse.
Le Sacer Comitatus sera très impliqué par les opérations militaires lors de la crise du troisième siècle et fournira de nombreuses vexillations. La Legio II Parthica disparaîtra de ce fait du Comitatus.
Les Equites Singulares Augusti seront remplacés par les Protectores peut-être par Gallien.
Au sortir de cette crise, à la veille de l'avènement de Dioclétien, le Comitatus se compose des prétoriens, des Protectores Augusti et des Lanciarii (apparus fin IIIe siècle et peut-être issus des lanciarii légionnaires de la Legio II Parthica).
Dioclétien y ajoutera des unités nouvellement constituées (légions et auxiliaires selon son goût pour le retour aux traditions romaines). Elles seront dites palatinae parce que proche du palais impérial (comme autrefois les 2 flottes les plus proches de l'empereur, à Misène et Ravenne, étaient dites prétoriennes, voir Marine romaine).

## Le Comitatus de Constantin
Constantin renforcera le Comitatus pour lutter contre Maxence et Licinius et sera le créateur du statut de Comitatenses leur octroyant, à eux et aux légions et protectores, des privilèges fiscaux plus importants qu'au reste de l'armée (c'est-à-dire. les auxiliaires limitanei des cohortes et ailes, dits cohortales et alares).
Constantin supprimera les cohortes prétoriennes qui avaient apporté leur soutien à Maxence. Et créera, à leur place, les Scholae palatinae.

## Le Comitatus de la seconde moitié duIVesiècle
Une diminution de l'annone militaire perçue par les limitanei (légions et auxiliaires) élargira encore, cette fois sur le plan salarial, la différence entre les soldats. Les statuts seront définitivement fixés lorsqu'il ne sera plus permis aux unités nouvellement affectées au Comitatus de bénéficier des avantages salariaux et fiscaux des Comitatenses. Apparaît alors la catégorie des pseudocomitatenses pour désigner ces unités maintenues au niveau inférieur des "privilèges".
Au terme de cette évolution, l'armée romaine tardive se constitue hiérarchiquement comme suit :
1. les scholae paltinae (la garde commandée par le Maître des offices)
2. les unités palatines (légions et unités auxiliaires créées à partir de l'époque de Dioclétien)
3. les Comitatenses (anciennes unités bénéficiant d'un statut privilégié)
4. les pseudocomitatenses (affectés au Comitatus sans s'en voir attribuer les avantages)
5. les limitanei (ou encore ripenses, c'est-à-dire. les légions, cohortes et ailes de l'armée ordinaire postées aux frontières)